# Huancabamba (flod)

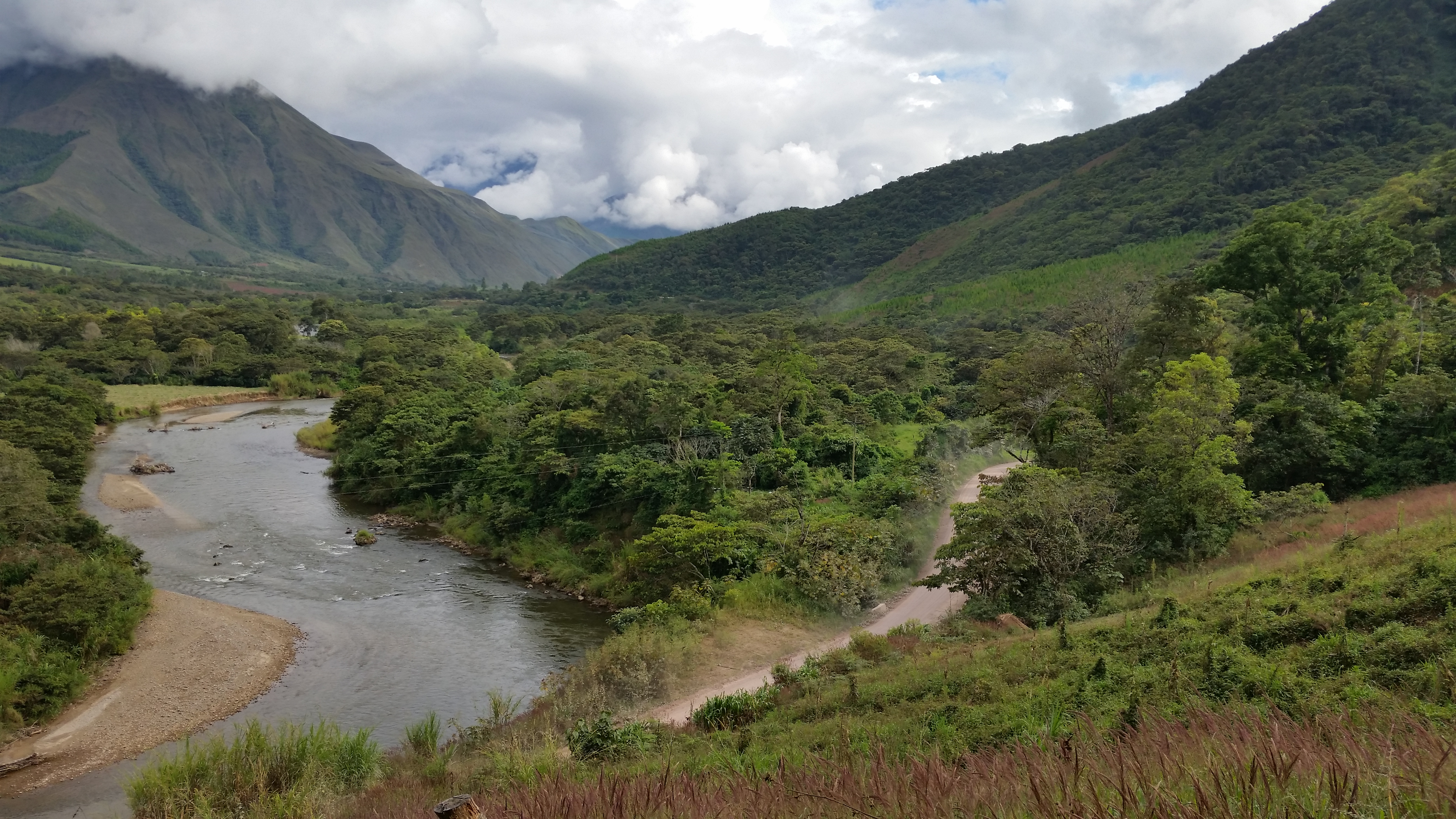
Huancabambafloden, Oxapampa.

Huancabambafloden börjar vid sammanflödet av floderna Huaylamayo och Chontabamba i Peru. Dess övre lopp bildas av avrinningsområdena för dessa floder. Den mittersta sträckningen går mellan Huancabamba och Pozuzo och dess nedre sträckning mellan Pozuzo och sammanflödet med floden Palcazú. Floden Huancabamba - Pozuzo har en i huvudsak sydlig-nordlig riktning. Avrinningsområdet är mellan bergskedjan Yanachaga i öster och regiongränsen mellan Huánuco och Pasco. Den delas av genom Limóndammen.